# Partido Democrático Constitucional (Italia)
El Partido Democrático Constitucional (Partito Democratico Costituzionale) (PDC) fue un partido político en italiano social-liberal.
Surgió en 1913 a partir del el ala izquierda del Partido Liberal Italiano, de los que continuaron siendo socios de gobierno. En las elecciones generales de 1913 el partido, que tenía sus raíces en el sur de Italia, obtuvo un 4,8% de los votos y 40 escaños en la Cámara de Diputados. En 1919 el PDC se fusionó con otros partidos liberales y agrupaciones en el Partido Democrático Social Italiano, que logró un 10,9% y 60 escaños en las elecciones generales de 1919, mientras que un sector se unió a las listas conjuntas de liberales y radicales
- Datos: Q3896747